# Église Saint-Pierre-sur-l'Hâte de Sainte-Marie-aux-Mines
L'église Saint-Pierre-sur-l'Hâte est un monument historique situé à Sainte-Marie-aux-Mines, dans le département français du Haut-Rhin. Construction composite des XVe siècle et XVIe siècles, desservant particulièrement la communauté des mineurs d'Échéry, elle a la particularité d'être devenue un temple protestant réformé à partir de la deuxième moitié du XVIe siècle et d'être l'une des rares églises d'Alsace à avoir conservé le statut d'église simultanée. 

## Localisation
Ce bâtiment est situé sur le territoire de la commune de Sainte-Marie-aux-Mines, plus précisément au-dessus du hameau d’Échéry, en direction du col des Bagenelles.

## Historique

### Origine
Dédiée d’abord à saint Guillaume, en hommage à un pieux anachorète qui vivait au val de Lièpvre vers le milieu du Xe siècle et dont la fête se célébrait le troisième jour des nones de novembre, elle ne fut placée que plus tard sous le vocable de saint Pierre. Il est difficile de déterminer la date de sa création. Son architecture hétérogène indique d'ailleurs qu'elle fut bâtie en plusieurs étapes. Dans une lettre écrite le 12 mars 1643 à son collègue P. Ferry de Metz, le pasteur réformé français de Sainte-Marie-aux-Mines J. de Bachelle s'exprimait ainsi à propos de l'église d'Échéry "Pour ne point vous parler du costé de Lorraine, faut savoir que le costé des seigneurs de Ribeaupierre est vers le midi et a quatre tant bourgs que village. Le plus haut s'appelle Eschery et est le lieu où nous avons une assez ancienne église, au plus haut d'une petite montagne qu'on appele Surlatte, elle est bâtie depuis l'an 1150. L'année y est engravée sur une pierre, mais à moitié effacée, en lettres Gothiques. Il conste qu'elle fut jadis dédiée à Saint Wilhelm ou Guillaume..."
La pierre sur laquelle était gravée la date de 1150 dont parle Bachelle a disparu, mais il est certain que la fondation de l'église remonte à une époque antérieure, car son nom apparaît déjà dans une bulle du pape Innocent II rédigé le 11 décembre 1140 qui confirme à l'abbaye bénédictine de Moyenmoutier la possession d'un grand nombre de biens parmi lesquels figure l'église d'Échéry avec ses dépendances. L'église d'Échéry semble donc, à cette époque, unie à l'abbaye de Moyenmoutier et desservie par des religieux de cette maison.

### Église paroissiale au Moyen Âge
Environ un siècle plus tard, à peu près au temps où le moine Richer de Senones écrivait sa chronique, le zèle des religieux s'étant ralenti, l'église fut convertie en paroisse. La paroisse prit le nom de Saint-Guillaume du nom du patron de l'église, et fut placée sous l'administration d'un recteur. L'abbaye de Moyenmoutier ne conserva plus dès lors sur l'église que le droit de patronage, avec la jouissance d'un petit revenu, montant à quinze sous de Strasbourg. Mais ce droit de patronage était aussi revendiqué par les nobles d'Échéry qui prétendaient être les seuls prétendants. En 1279, ils tentèrent d'accaparer la cure et d'y installer un curé de l'église de Riquewihr du nom de Gérard, en lieu et place du recteur Arnold qui y avait été nommé par l'abbaye de Moyenmoutier. L'abbé de Moyenmoutier porta plainte devant la cour de Rome. La sentence rendue par le doyen de l'église de Sarrebourg, délégué à cet effet, le confirma dans ses droits et Arnold fut maintenu dans la possession de la cure. Les nobles d'Échéry ne s'inclinèrent pas devant ce verdict. Quels titres avaient-ils à faire valoir à l'appui de leurs prétentions ? Nous ne saurions le dire. Toujours est-il qu'en 1317, moins de cinquante ans après l'arrêt dont nous venons de parler, ils étaient définitivement entrés en possession du jus patronatus de la cure de Saint-Guillaume à Alt-Eckerich et le cédaient à l'abbaye de Baumgarten dans le val de Villé. Cette donation fut approuvée en 1323 par Jean Ier, évêque de Strasbourg.

### Construction de l'église actuelle
C'est au cours des XVe siècle et XVIe siècles que fut reconstruite l'église de Saint-Pierre-sur-l'Hâte. Le chœur, par sa voûte d'arête à nervures naissant des murs mêmes, paraît appartenir à la fin du XVe siècle. C'est la seule partie du bâtiment qui ait des vitraux en ogive. Dans le chœur, du côté de l'Évangile, se trouve une armoire enchâssée dans le mur et dont les ornements représentant des entrelacs sculptés en grès vosgiens, d'un beau travail. Sous l'armoire, on voit, gravée en creux, l'année 1504 et, en relief, un écusson aux armoiries de Guillaume, surnommé le Grand, seigneur de Ribeaupierre, auquel appartenait la partie alsacienne du val de Lièpvre. Guillaume régna de 1450 à 1507 ; c'est à cette période que fut bâti le chœur. 
Les dates qui restent visibles en divers endroits montrent que l'édification de l'église fut d'une extrême lenteur : 1504 dans le chœur, 1511 sur la clef de l'arcade qui sépare la tour de la nef, 1538 au-dessus de la porte du côté nord, 1561 sur l'arc en plein cintre du portail sud, maintenant muré. Les travaux durent souvent être interrompus, sans doute par suite d'embarras pécuniaires, et ce ne fut qu'au bout d'une soixantaine d'années que l'église fut achevée. Elle semble avoir été construite par de simples ouvriers de la localité, dans le but de donner un lieu de culte aux habitants des vallons d'Échéry. L'arcade en forme d'ogive qui donne accès au chœur paraît avoir été reconstruite vers la fin du XVIe siècle si l'on s'en rapporte à la date de 1576, gravée sur l'une des pierres du côté gauche. 

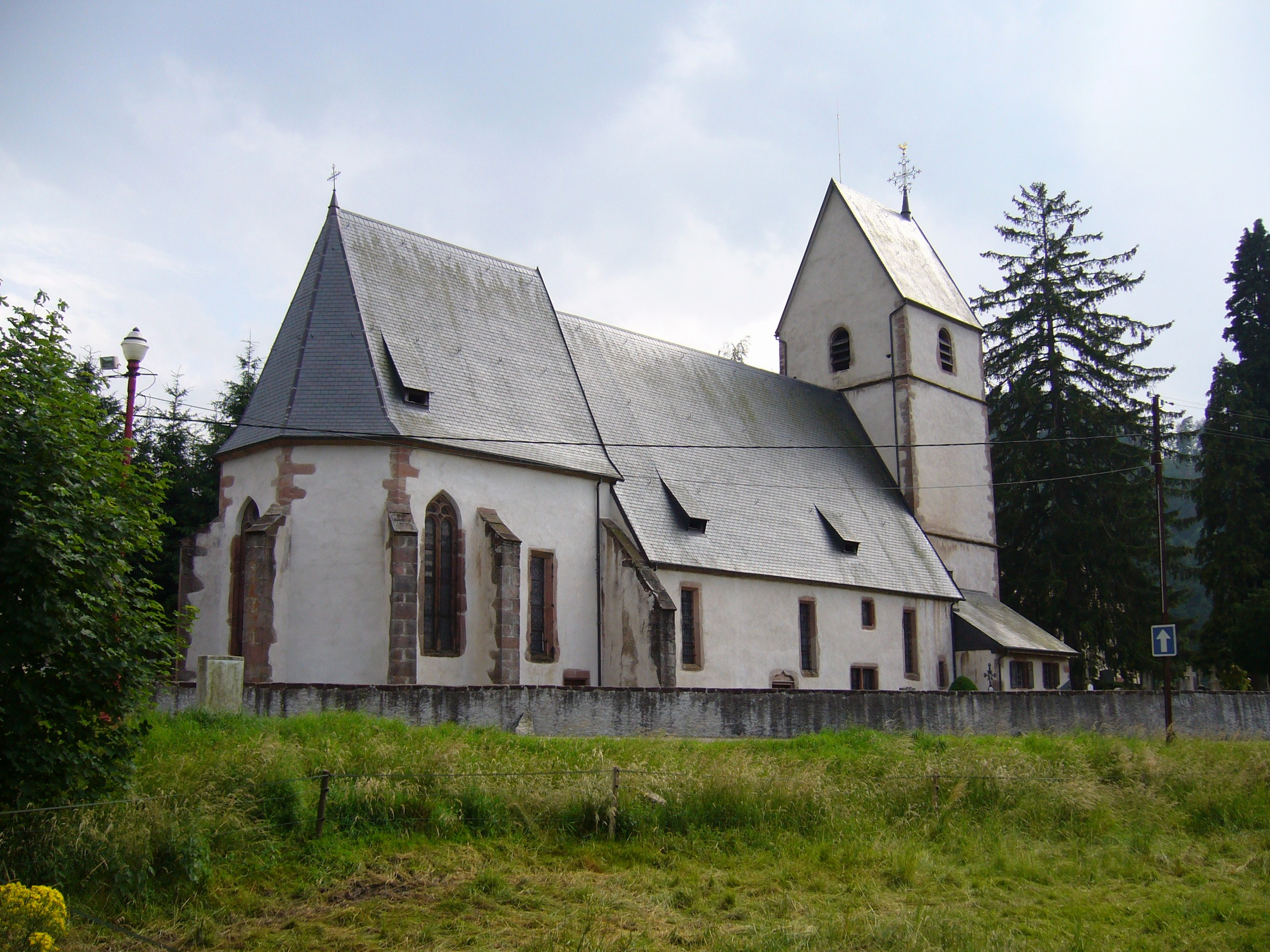
L'église Saint-Pierre-sur-l'Hâte à Echéry.

### Temple protestant
Les protestants réformés ont utilisé cette église pour y célébrer leur culte dès 1550, ce d'autant plus facilement qu'elle était devenue vacante à la suite du départ du curé dont les paroissiens avaient dans leur immense majorité rejoint le protestantisme. La communauté réformée locale était constituée de mineurs locaux, renforcée par des apports huguenots venus de France au fur et à mesure des persécutions contre les protestants. Ce n'est qu'à partir du milieu du XVIIe siècle que les cultes ont commencé à être célébrés dans le bourg de Sainte-Marie Alsace au temple réformé construit en 1634, et que le barycentre de la communauté a commencé à glisser vers le centre-ville. 

### Église simultanée
Lorsque Louis XIV impose le simultanéum en 1685, la nef reste aux réformés tandis que le chœur est accordé aux catholiques. 

### Situation actuelle
Aujourd'hui l'église Saint-Pierre-sur-l'Hâte demeure l'un des rares édifices œcuméniques d'Alsace. Elle accueille quelques manifestations culturelles chaque année.

## Architecture
Le clocher-porche, qui semble appartenir au XIIIe siècle, serait la partie la plus ancienne de l’église, ce malgré la date de 1506 gravée au ciseau au-dessus de la porte d'entrée, qui serait alors peut-être une date de réfection de cette arcade et de la porte. La nef est d'architecture gothique, mais a été modifiée depuis ; le chœur, par sa voûte d’arête à nervures naissant des murs mêmes, indique le XIVe ou le XVe siècle. Plusieurs dates restent encore apparentes, notamment 1504 sur l'entablement du socle de la custode, 1506 au-dessus de la porte d'entrée, 1511 sur la clef de l'arcade qui sépare la tour de la nef, 1538 au-dessus de la porte s'ouvrant du côté nord, 1651 sur l'arc en plein cintre du portail sud, maintenant muré.  
La tour, carrée et massive, contenait autrefois trois cloches, dont une petite en argent, si l'on en croit la légende populaire. Aujourd'hui, elle n'en conserve plus qu'une, qui date de 1536. 
Parmi les embellissements tardifs, la grille de fer forgé datant de 1776 qui isole le chœur et le vitrail du fond du chœur, installé en 1886. 
L'église renferme plusieurs tombes, dont la plus remarquable est celle d'Antoine Tiusler, exploitant des mines de la seigneurie de Ribeaupierre, inhumé là en 1563. Par ailleurs, l'église est entourée de son cimetière où se trouvent plusieurs tombes anciennes.

## Classement
L'édifice fait l'objet d'une inscription au titre des monuments historiques depuis 1932.